# Georg Christoph von Natzmer
Georg Christoph von Natzmer (né le 16 octobre 1694 à Rettkewitz et mort le 27 janvier 1751 à Breslau) est un général de division prussien.

## Biographie

### Origine
Georg Christoph est issu d'une famille noble de Poméranie et est le fils de Nikolaus Heinrich von Natzmer (1663-1726) et de sa femme Agnes Adelheid, née von Pirch(1675-1745).

### Carrière militaire
En 1710, Natzmer rejoint dans le régiment à cheval (de) "du Portail (de)" de l'armée prussienne. Cornette depuis 1712, il participe à la guerre de Succession d'Espagne en France jusqu'en 1713. En 1719, il est promu Rittmeister et commandant de compagnie du régiment. En 1732, Natzmer devient major, mais est assigné à résidence de Spandau pendant deux mois à la fin de 1733. Promu lieutenant-colonel en 1736, il fait partie du régiment de cuirassiers "comte Geßler" et est nommé commandant du régiment l'année suivante. Natzmer est chargé de former le premier régiment prussien d'uhlans. À cette fin, il devait mettre en place cinq escadrons, mais ce n'est qu'avec l'accession au trône du roi Frédéric II que les choses avancent. En 1741, il est promu colonel et nommé chef du nouveau régiment de hussards qui porte son nom. S'ensuit l'engagement dans la Première Guerre de Silésie et Natzmer arrive avec 400 uhlans au camp devant Strehlen le 2 juin 1741. Lors du premier combat, le 7 juin près d'Olbendorf, ils se sont heurtés à des hussards hongrois qui se sont montrés supérieurs à eux. Bien qu'ils se soient distingués par la suite, l'unité est transformée en hussards le 4 juin 1742. Après la conclusion de la paix, ils sont cantonnés à Seydliz, où ils reçoivent une formation approfondie. Ainsi, en 1748, le prince Maurice d'Anhalt-Dessau écrit au sujet du régiment qu'il est "dans un si bel état et dans un si bon ordre que le prince n'a encore jamais vu un régiment de hussards".
Pendant la Seconde guerre de Silésie, son unité s'avance en Bohême sous les ordres de Curt Christophe de Schwerin et couvre la retraite du général von Einsiedel (de) de Prague en 1744. En janvier 1745, ils chassent également les Autrichiens de la Haute-Silésie. Natzmer se distingue au combat de Reich-Hennersdorf, à la bataille de Hohenfriedberg - où son régiment capture les timbales des carabiniers de la Garde électorale saxonne- et à la bataille de Soor. En 1750, il est promu général de division et meurt l'année suivante.

### Famille
En 1731, il se marie avec Sophie Margarethe Elisabeth Dietrich (1707–1782) d'Oschersleben. Elle est la fille du conseil de guerre de Dietrich et veuve du capitaine hanovrien Wallmoden. Le mariage entre Natzmer et Dietrich donne naissance aux enfants suivants :
- Nikolaus Gustav Friedrich Leopold (né en 1732et mort après 1790), colonel prussien marié avec Charlotta von Lojewski (1748-1811)
- Frédéric Heinrich Karl (né en 1736)
- Henriette Wilhelmine Leopoldine (né en 1738) mariée avec Carl Ludwig von Somnitz (de) (1702–1789)
- Marie Sophie Charlotte (née en 1740)
- Erika Ernestine Albertine Friederike (née en 1744)
- Friedrich August Karl Christian Erdmann (né en 1746)
- Bastien Erich Friedrich Wilhelm (1749–1772)

## Évaluation
Malgré une carrière remarquable, il faut noter que le roi a plusieurs fois l'occasion de réprimander Georg Christoph von Natzmer, mais que ce dernier semble toujours avoir su le convaincre de ses qualités.